# لوکا ریگینی
لوکا ریگینی (انگلیسی: Luca Righini؛ زادهٔ ۲۵ دسامبر ۱۹۹۰) بازیکن فوتبال اهل ایتالیا است.
از باشگاه‌هایی که در آن بازی کرده‌است می‌توان به باشگاه فوتبال چزنا اشاره کرد.